# Auenkirche (Wilmersdorf)

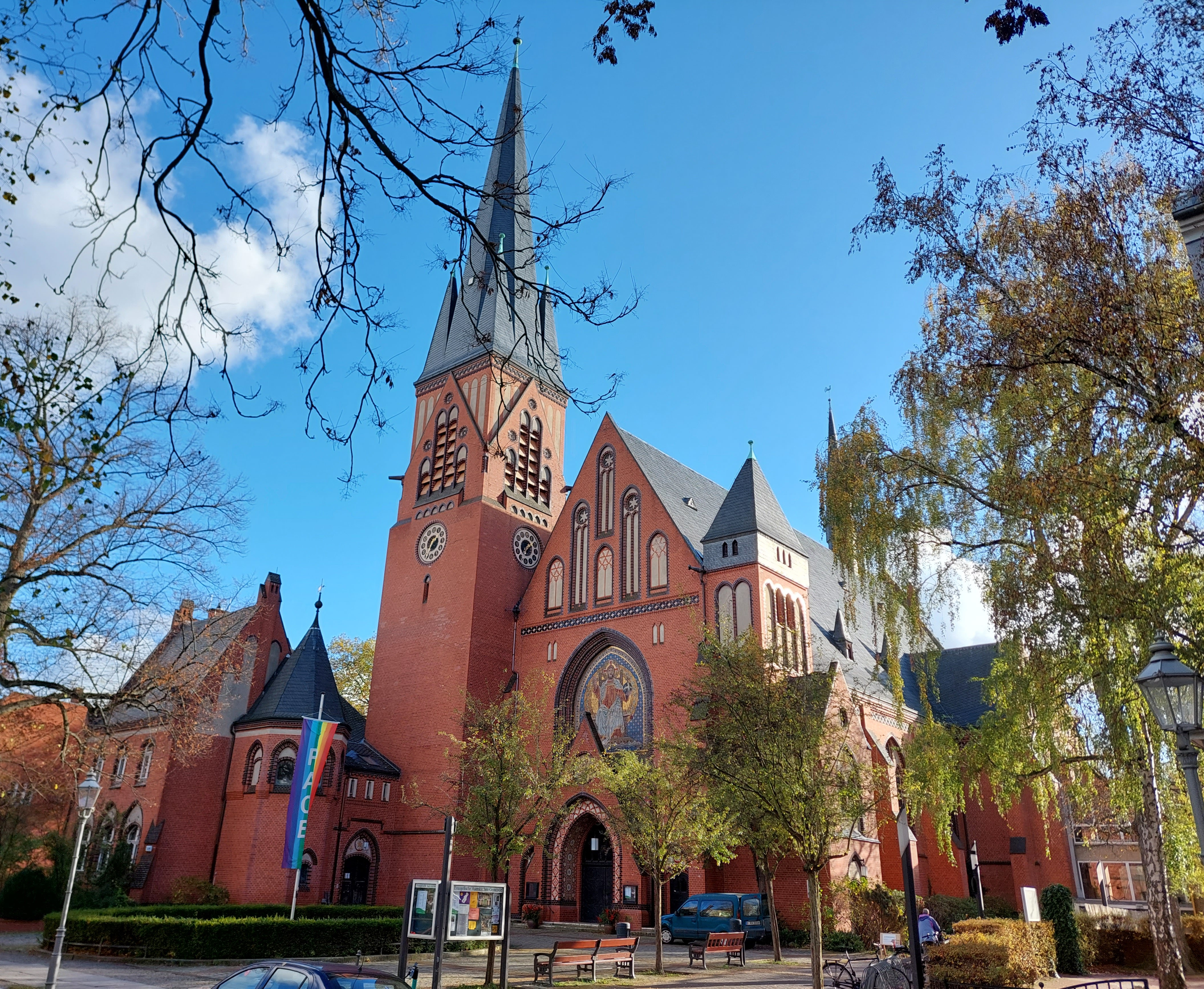
Frontansicht der Auenkirche

Die evangelische Auenkirche ist ein Kirchenbau im Berliner Ortsteil Wilmersdorf des Bezirks Charlottenburg-Wilmersdorf. Sie liegt in der westlichen Innenstadt Berlins, an der früheren Dorfaue von Wilmersdorf und nahe dem Volkspark Wilmersdorf. Die Auenkirche wurde von 1895 bis 1897 nach Entwürfen von Max Spitta im neugotischen Stil des Berliner Historismus errichtet und steht unter Denkmalschutz.

## Vorgeschichte
Ursprünglich wurde die Auenkirche lediglich als „Evangelische Kirche von Deutsch-Wilmersdorf“ bezeichnet. Ihren heutigen Namen, der auf den Standort an der einstigen Dorfaue von Berlin-Wilmersdorf (heute: Wilhelmsaue) zurückgeht, bekam die Kirche erst später. Aufgrund der Lage an der Wilhelmsaue/Dorfaue nannte man die Kirche irgendwann schlicht Auenkirche. Weil alle weiteren Kirchengemeinden Wilmersdorfs Tochtergemeinden der Dorf-/Auenkirchengemeinde sind, bezeichnet man die Auenkirche auch als „evangelische Mutterkirche Wilmersdorfs“, obwohl der Superintendent des Kirchenkreises Wilmersdorf nicht der Auenkirche, sondern einer anderen Kirche im Kreis als Pfarrer zugeordnet ist.
Die jetzige Auenkirche ist die dritte Steinkirche im Dorfkern von Wilmersdorf. Unter der heutigen Straßenoberfläche auf dem Grundstück der Kirche finden sich noch Fundamente der an dieser Stelle zunächst errichteten mittelalterlichen Dorfkirche (1766 durch Feuer zerstört). Es handelte sich um einen Rechtecksaal mit eingezogenem Turm. Da das Dorf Wilmersdorf mit zwei Kirchenhufen angelegt worden war, ist die Kirche vermutlich vor 1237 errichtet worden, da die Urkunde zur Beendigung des Brandenburger Zehntstreits im Jahr 1237 die Markgrafen verpflichtete, jedes Dorf mit vier Kirchenhufen auszustatten. Diese Kirche wird zunächst in Holz errichtet worden sein, da im Berliner Raum Feldsteindorfkirchen erst ab etwa 1250 nachweisbar sind.
Die 1766 brandzerstörte Kirche wurde 1772 durch einen zweiten Kirchenbau – die Dorfkirche Wilmersdorf – aus Stein ersetzt, einem Rechtecksaal mit auf dem Westgiebel aufgesetzten steinernen Dachturm. Der Erhalt dieses Nachfolgebaus wurde eine Zeit lang diskutiert; er musste der jetzigen Auenkirche gegen den Widerspruch der Gemeinde aufgrund eines Befehls der Regierung weichen. Nachrangiger Grund für den Neubau war der schlechte bauliche Zustand des Vorgängerbaus, vor allen Dingen aber der Platzbedarf für eine extrem stark angewachsene Gemeinde.

## Baubeschreibung

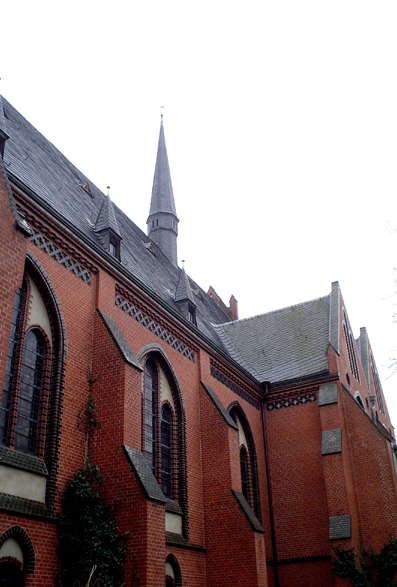
Seitenschiff mit Dachreiter und Querhaus-Andeutung

Die jetzige Auenkirche ist eine dreischiffige Backstein-Hallenkirche im neugotischen Stil. Dies zeigt sich bereits außen an typischen gotischen und neugotischen Elementen, wie Spitzbögen, Strebepfeilern, der Andeutung eines Klinkermaßwerks, der die Vertikale betonenden Form des Kirchturms (Höhe: 63 m) und an dem typisch gotischen Dachreiter samt Wetterhahn auf dem Satteldach der Kirche.
Die Abmessungen des Bauwerks sind:
- Länge: 46 m,
- Breite: 24 m,
- Turmhöhe: 63,15 m bis zur Spitze des Kreuzes,
- Höhe des Kirchenschiffs: 25 m.

Im Architekturmuseum der Technischen Universität befinden sich vier Zeichnungen (Grundrisse und Ansichten des Kirchengebäudes und Kirchendienerhauses).
Durch die Verwendung von im Wesentlichen roten Ziegeln lehnt sich der Architekt mit dem Kirchenbau an den Baustil der Norddeutschen Backsteingotik an.
Die Kirche besitzt einen, allerdings schwer erkennbaren, kreuzförmigen Grundriss und orientiert sich damit an der mittelalterlich-gotischen Kirchenbautradition. Ein regelrechtes Querschiff existiert allerdings nicht. Im Erdgeschoss der Kirche ist die Erweiterung zur Kurzform nur durch eine Verbreiterung des Kirchenschiffs vor der Apsis erkennbar. Durch den Umstand, dass die Empore in der Kirche vollständig umlaufend ist, wird das Zurückspringen des „Querhauses“ im Innern noch weniger erkennbar, während es außen durch die Zwerchgiebel noch gut sichtbar ist.
Weitere gotische Stilelemente sind:

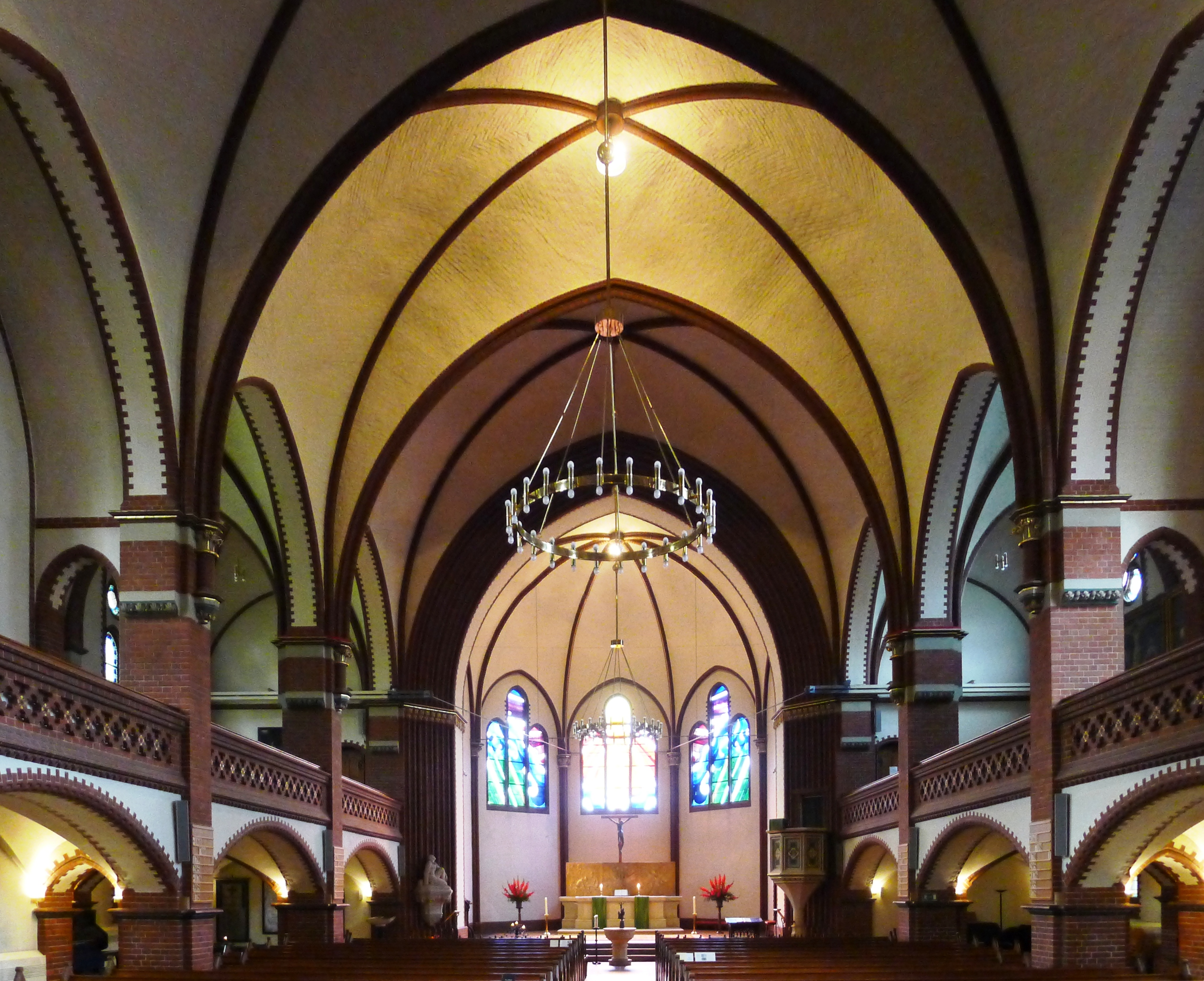
Innenansicht mit Blick zum Altar

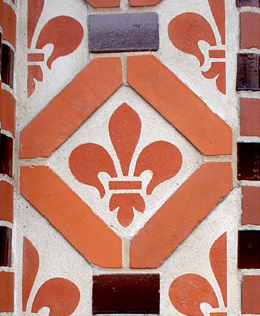
Lilienornamente am Portal der Kirche

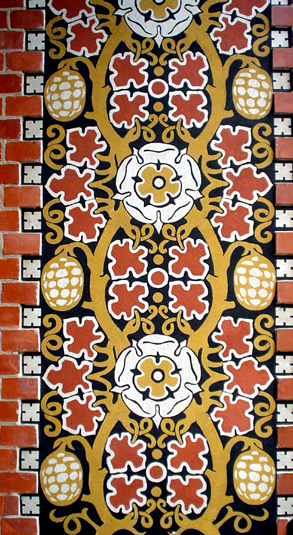
Ornamentik am Portal der Auenkirche in Anlehnung an die sogenannte „Lutherrose“

- Kreuzrippengewölbe im Hauptschiff und in den Nebenräumen,
- Spitzbogenfenster und Fensterrosen an den Seitenfenstern,
- mit verschiedenartigen Pflanzenornamenten geschmückte Pfeilerkapitelle,
- Triumphbogen (gotisch abgetreppt) an der Stelle des Übergangs vom Kirchenschiff in den Altarraum (Apsis),
- farbig verzierte eichene Seitenwangen der Bänke des Kirchengestühls,
- reich geschnitztes Adlerpult für gottesdienstliche Lesungen,
- Schnitzereien und Goldverzierungen am Orgelprospekt.

In der ursprünglichen Fassung (bis zu einer weitreichenden Renovierung der Kirche im Jahr 1935) waren die Wandflächen der Innenräume vollständig ornamental bemalt. Ein Teil der Ornamente wurde bei der Renovierung 1935 überdeckt, ein anderer Teil wurde ganz entfernt.
Im Jahr 1943 wurde die Kirche kriegsbedingt beschädigt, sodass eine gottesdienstliche Nutzung nicht möglich war. Die Gottesdienste fanden daher zeitweilig in der altlutherischen Kirche Zum Heiligen Kreuz (Nassauische Straße 17–19) statt. Im Zuge der Wiederinstandsetzung nach dem Krieg wurden alle Innenbereiche der Kirche nicht mehr farbig, sondern weiß gestrichen. Im Jahr 1967 wurde die Auenkirche nach Plänen von Karl Wilhelm Ochs umgebaut, die entsprechenden Materialien befinden sich im Architekturmuseum der TU Berlin.
Von 1992 bis 1994 wurde die Kirche restauriert, wobei der weiße Anstrich der Wand- und Deckenflächen beibehalten wurde. Man entschied sich hierfür, weil der weiße Anstrich der Kirche insgesamt ein freundlicheres Aussehen gibt und weil die multifunktional genutzten Räume unter den Seitenemporen dadurch heller wirken.
An den Portalwänden und auf dem Fußboden (Fliesen) des Altarraums befindet sich das Lilienwappen. Es spielt darauf an, dass nach einer Legende ein Ritter „derer von Wilmerstorf“ König Ludwig IX. bei seinem ersten Kreuzzug zwischen 1248 und 1254 in der Schlacht von Damiette in Ägypten das Leben gerettet haben soll. Zur Belohnung hat er angeblich den Wappenschild des Königs mit den drei Lilien erhalten. Zwar zeigt das Königswappen der Bourbonen erst rund zwei Jahrhunderte später drei goldene Lilien im blauen Felde, doch das stimmt jedenfalls: Das Rittergeschlecht „derer von Wilmerstorf“, das seit dem 16. Jahrhundert in Wilmersdorf ansässig war, führte das Lilienwappen.
Die Stadt Deutsch-Wilmersdorf übernahm es 1906 als Stadtwappen, und der 1920 gegründete Bezirk Wilmersdorf behielt es als Bezirkswappen. Deswegen stellt die Wiederholung des Lilienmotivs den Bezug zum Ort Wilmersdorf her.

## Glocken
In der Glockenstube des Glockenturms hängen vier Gussstahlglocken, die vom Bochumer Verein gegossen wurden.
| Gießjahr | Schlagton | Gewicht (kg) | Durchmesser (cm) | Höhe (cm) | Inschrift |
| -------- | --------- | ------------ | ---------------- | --------- | --- |
| 1921     | h°        | 2301         | 167              | 120       | Schulter: GEG. VOM BOCHUMER VEREIN I. BOCHUM. Flanke: EINST VON DER FAMILIE BLISSE IN BRONZE GESTIFTET, IM WELTKRIEG GEOPFERT, WURDEN WIR ZU STAHL IN SCHWERER ZEIT 1921. |
| 1942     | d′        | 1550         | 143              | 116       | Schulter: GEG. VOM BOCHUMER VEREIN I. BOCHUM. Flanke: KOMMT HER ZU MIR ALLE, DIE IHR MÜHSELIG UND BELADEN SEID, ICH WILL EUCH ERQUICKEN. MATTH. 11,28.                    |
| 1942     | e′        | 0760         | 133              | 112       | Schulter: GEG. VOM BOCHUMER VEREIN I. BOCHUM. Flanke: WIR HABEN KEINE BLEIBENDE STATT, DIE ZUKÜNFTIGE SUCHEN WIR. HEBR. 13,14.                                            |
| 1942     | fis′      | 0450         | 117              | 102       | Schulter: GEG. VOM BOCHUMER VEREIN I. BOCHUM. Flanke: GLAUBE AN DEN HERRN JESUM CHRISTUM, SO WIRST DU UND DEIN HAUS SELIG. APOSTELGESCHICHTE 16,31.                       |

## Weitere künstlerische Ausgestaltung

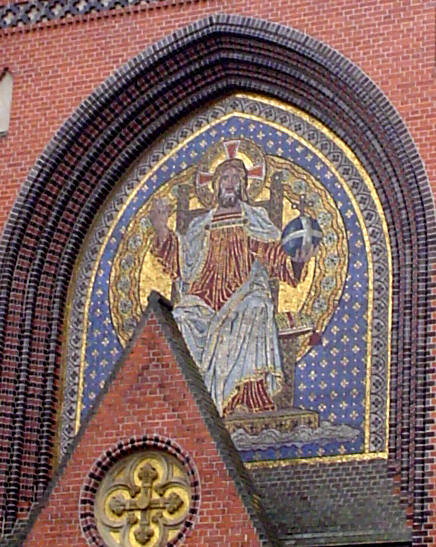
Mosaik am Hauptportal der Kirche

Bedeutsam an der Auenkirche in künstlerischer Hinsicht ist insbesondere das über dem Hauptportal befindliche Glasmosaik.
Es zeigt den auferstandenen Christus segnend als Weltenherrscher (Majestas Domini, Entwurf: Paul Mohn / Ausführung Puhl & Wagner). Das Mosaik besteht aus rund 70.000 verschiedenfarbigen Glassteinchen.
Besonders gut vertreten in der Ausstattung der Auenkirche ist die heute rare Sakralkunst der 1970er Jahre, die sich hier harmonisch in die neugotische Grundrichtung der Kirchengestaltung einfügt. Als Altaraufsatz dient ein dreiteiliges Bronzerelief mit Kruzifix, das 1977 von dem Bildhauer Waldemar Otto speziell für die Auenkirche geschaffen wurde. Die Themen sind drei Szenen aus dem Neuen Testament. Sehenswert ist außerdem eine Kreuzungsplastik auf dem Taufstein von Joachim Dunkel (1978). Die expressiven Altarfenster der Apsis stammen von Ilse Wientzeck-Dörner, Hannover (1973).
Darüber hinaus verfügt die Kirche noch über zwei weitere Altarbilder. Zunächst das frühere Altartriptychon von Helena Starck aus den Jahren 1938–1941, das sich heute auf der Seitenempore befindet. In der Ausführung an mittelalterliche Altaraufsätze erinnernd zeigt es drei Szenen aus dem Leben Jesu. Schließlich befindet sich in der Sakristei auch noch das Altarbild aus der früheren Dorfkirche aus dem Jahr 1891.

## Musik in der Auenkirche
Die Auenkirche, deren Orgel eine der größten und bedeutendsten Berlins ist, wird gern für Musikveranstaltungen genutzt. Aber auch über das Orgelspiel hinaus ist die Auenkirche vielfältiger Ort für Kunst und Kultur. Die Gemeinde der Auenkirche verfügt über mehrere Chöre, insbesondere die Kantorei. Außerdem ist die Kirche auch regelmäßiger Auftrittsort für eine ganze Reihe von kammermusikalischen, sakralen und weltlichen Musikensembles, die – wie die Hörer – die Konzerte in der Auenkirche vor allem wegen der überdurchschnittlich guten Akustik schätzen. Aus diesem Grund wurde die Auenkirche auch häufig für Tonträgeraufnahmen und Aufnahmen von Konzerten herangezogen.

## Orgel
Die Orgel wird als das zweitgrößte Instrument (nach der Sauer-Orgel des Berliner Doms) der deutschen Hauptstadt bezeichnet. Die nächsten großen Instrumente sind die Seifert-Orgel St. Matthias in Schöneberg und die Jehmlich-Orgel im Konzerthaus am Gendarmenmarkt.
Im Gegensatz zum heute als dumpf empfundenen rein-romantischen Klang der Orgel des Berliner Doms (der größten in der Stadt) ist am Instrument der Auenkirche die sogenannte „Orgelreform/Orgelbewegung“ nicht spurlos vorübergegangen. In ihrer heutigen klanglichen Auslegung wird man sie am ehesten als „Universalorgel“ bezeichnen können. Daher ist auf der Orgel von ursprünglich barocker Kirchenmusik bis zu spätromantischen Großwerken jede Orgelmusik in der originalen Klanggestalt darstellbar.
Das Instrument wurde von der Orgelbaufirma Furtwängler & Hammer in den Jahren 1898 (41 Register auf zwei Manualen und Pedal) und 1922–1924 (erweitert auf 57 Register auf drei Manualen und Pedal) gebaut. 1961 wurde ein neobarockes Positiv als viertes Manualwerk hinzugefügt. 1986–1989 wurde das Instrument durch die Orgelbaufirma Dieter Noeske erweitert und restauriert, und 2002 mit einem neuen Spieltisch ausgestattet, mit Blick auf einen weiteren Ausbau (2006, 2008, 2010). Das Instrument hat 82 Register (rund 6000 Pfeifen) auf vier Manualen und Pedal. Vier Register sind derzeit vakant und für einen späteren Einbau vorgesehen.
| I Positiv C–a3 |                |         |
| 01.            | Holzgedackt    | 08′     |
| 02.            | Rohrflöte      | 04′     |
| 03.            | Quintade       | 04′     |
| 04.            | Principal      | 02′     |
| 05.            | Terz           | 01 3⁄5′ |
| 06.            | Quinte         | 01 ⁄3′  |
| 07.            | Septime        | 01 ⁄7′  |
| 08.            | Scharff IV–V   | 02⁄3′   |
| 09.            | Zimbel III     | 01⁄4′   |
| 10.            | Rankett        | 16′     |
| 11.            | Klarinette *   | 08′     |
| 12.            | Krummhorn      | 08′     |
| 13.            | Tricherregal * | 08′     |
| 14.            | Röhrenglocken  |         |
|                | Tremulant      |         |

| II Hauptwerk C–a3 |                    |         |
| 15.               | Prinzipal          | 16′     |
| 16.               | Oktave             | 08′     |
| 17.               | Holzflöte          | 08′     |
| 18.               | Gemshorn           | 08′     |
| 19.               | Viola da Gamba     | 08′     |
| 20.               | Oktave             | 04′     |
| 21.               | Nachthorn          | 04′     |
| 22.               | Flaut travers      | 04′     |
| 23.               | Quinte             | 02 ⁄3′  |
| 24.               | Oktave             | 02′     |
| 25.               | Cornett V (ab G) 0 | 08′     |
| 26.               | Terz               | 01 3⁄5′ |
| 27.               | Mixtur I V–VII     | 01 3⁄5′ |
| 28.               | Mixtur II III–V    | 01′     |
| 29.               | Trompete           | 16′     |
| 30.               | Trompete           | 08′     |
| 31.               | Trompete           | 04′     |

| III Schwellwerk I C–a3 |                     |         |
| 32.                    | Bordun              | 16′     |
| 33.                    | Geigenprincipal     | 08′     |
| 34.                    | Gedackt             | 08′     |
| 35.                    | Quintade            | 08′     |
| 36.                    | Spitzgamba          | 08′     |
| 37.                    | Dolce               | 08′     |
| 38.                    | Unda maris          | 08′     |
| 39.                    | Rohrflöte           | 04′     |
| 40.                    | Fugara              | 04′     |
| 41.                    | Nasat               | 02 ⁄3′  |
| 42.                    | Octave              | 02′     |
| 43.                    | Blockflöte          | 02′     |
| 44.                    | Terz                | 01 3⁄5′ |
| 45.                    | Mixtur V–VI         | 01′     |
| 46.                    | Cor anglais         | 16′     |
| 47.                    | Trompette anglais 0 | 08′     |
| 48.                    | Clarinette          | 08′     |
| 49.                    | Physharmonica *     | 08′     |
|                        | Tremulant           |         |

| IV Schwellwerk II C–a3 |                          |         |
| 50.                    | Liebl. Gedackt           | 16′     |
| 51.                    | Salicional               | 16′     |
| 52.                    | Principal                | 08′     |
| 53.                    | Rohrflöte                | 08′     |
| 54.                    | Salicional               | 08′     |
| 55.                    | Aeoline                  | 08′     |
| 56.                    | Vox coelestis            | 08′     |
| 57.                    | Octave                   | 04′     |
| 58.                    | Flauto amabile           | 04′     |
| 59.                    | Flauto dolce             | 04′     |
| 60.                    | Quinte                   | 02 ⁄3′  |
| 61.                    | Octave                   | 02′     |
| 62.                    | Flautino                 | 02′     |
| 63.                    | Terz                     | 01 3⁄5′ |
| 64.                    | Progressiv harm. III–V 0 | 02′     |
| 65.                    | Harmonica aeth. II–IV    | 02′     |
| 66.                    | Fagott                   | 16′     |
| 67.                    | Oboe                     | 08′     |
|                        | Tremulant                |         |

| Pedal C–f1 |                       |     |
| 68.        | Principal             | 32′ |
| 69.        | Untersatz             | 32′ |
| 70.        | Octave                | 16′ |
| 71.        | Subbass               | 16′ |
| 72.        | Zartbass (Nr. 32)     | 16′ |
| 73.        | Violon                | 16′ |
| 74.        | Salicet (Nr. 50)      | 16′ |
| 75.        | Octave                | 08′ |
| 76.        | Bassflöte             | 08′ |
| 77.        | Gedackt *             | 08′ |
| 78.        | Cello                 | 08′ |
| 79.        | Octave                | 04′ |
| 80.        | Hohlflöte             | 04′ |
| 81.        | Octave                | 02′ |
| 82.        | Rauschpfeife III–IV 0 |     |
| 83.        | Mixtur III–IV         |     |
| 84.        | Posaune               | 32′ |
| 85.        | Posaune               | 16′ |
| 86.        | Fagott (Nr. 66)       | 16′ |
| 87.        | Trompete              | 08′ |
| 88.        | Klarinette * (Nr. 11) | 08′ |
| 89.        | Schalmei              | 04′ |
| 90.        | Kornett               | 02′ |

- Koppeln:
- Nebenregister: Zimbelstern, Nachtigall
- Spielhilfen:
- Anmerkung:
 * = für einen späteren Einbau vorgesehen

## Gemeinde und Kirche heute
Die Gemeinde der Auenkirche, die Auengemeinde, ist eine aktive Berliner Innenstadtgemeinde mit rund 7500 Gemeindegliedern (Stand: 2007). Das gemeindliche Leben zeichnet sich durch überdurchschnittlich starken Gottesdienstbesuch (es finden auch unter der Woche Gottesdienste statt) und starkes kulturelles, soziales und musikalisches Leben aus. Die Kirche ist im Rahmen des Programms „Offene Kirche“ auch außerhalb der Gottesdienstzeiten geöffnet und zu besichtigen. Die Auenkirche gehört zum Kirchenkreis Wilmersdorf des Sprengels Berlin der Evangelischen Kirche in Berlin-Brandenburg-schlesische Oberlausitz.